# العلاقات الغينية النيبالية
العلاقات الغينية النيبالية هي العلاقات الثنائية التي تجمع بين غينيا ونيبال.

## مقارنة بين البلدين
هذه مقارنة عامة ومرجعية للدولتين:
| وجه المقارنة                                              | غينيا       | نيبال                             |
| --------------------------------------------------------- | ----------- | --------------------------------- |
| المساحة (كم2)                                             | 245.86 ألف  | 147.18 ألف                        |
| عدد السكان (نسمة)                                         | 12.72 مليون | 29.40 مليون                       |
| الكثافة السكانية (ن./كم²)                                 | 51.74       | 199.76                            |
| العاصمة                                                   | كوناكري     | كاتماندو                          |
| اللغة الرسمية                                             | لغة فرنسية  | اللغة النيبالية                   |
| العملة                                                    | فرنك غيني   | روبية نيبالية                     |
| الناتج المحلي الإجمالي (بليون دولار)                      | 10.50 مليار | 24.47 مليار                       |
| الناتج المحلي الإجمالي (تعادل القوة الشرائية) بليون دولار | 15.24 مليار | 70.20 مليار                       |
| الناتج المحلي الإجمالي الاسمي للفرد دولار أمريكي          | 531         | 743                               |
| الناتج المحلي الإجمالي للفرد دولار أمريكي                 | 1.22 ألف    | 2.37 ألف                          |
| مؤشر التنمية البشرية                                      | 0.411       | 0.548                             |
| رمز المكالمات الدولي                                      | +224        | +977                              |
| رمز الإنترنت                                              | .gn         | .np                               |
| المنطقة الزمنية                                           | 00          | UTC+05:45، التوقيت الموحد لنيبال ‏ |

## منظمات دولية مشتركة
يشترك البلدان في عضوية مجموعة من المنظمات الدولية، منها:
| علم المنظمة | اسم المنظمة                               | تاريخ انضمام غينيا | تاريخ انضمام نيبال |
| ----------- | ----------------------------------------- | ------------------ | ------------------ |
|             | مؤسسة التنمية الدولية                     | 26 سبتمبر 1969     | 6 مارس 1963        |
|             | يونسكو                                    | 2 فبراير 1960      | 1 مايو 1953        |
|             | مؤسسة التمويل الدولية                     | 22 أكتوبر 1982     | 7 يناير 1966       |
|             | منظمة حظر الأسلحة الكيميائية              | ?                  | ?                  |
|             | الأمم المتحدة                             | 12 ديسمبر 1958     | 14 ديسمبر 1955     |
|             | منظمة الشرطة الجنائية الدولية             | ?                  | ?                  |
|             | البنك الدولي للإنشاء والتعمير             | 28 سبتمبر 1963     | 6 سبتمبر 1961      |
|             | الاتحاد البريدي العالمي                   | ?                  | ?                  |
|             | المركز الدولي لتسوية المنازعات الاستشارية | 4 ديسمبر 1968      | 6 فبراير 1969      |
|             | وكالة ضمان الاستثمار متعدد الأطراف        | 5 أكتوبر 1995      | 9 فبراير 1994      |
|             | منظمة التجارة العالمية                    | 25 أكتوبر 1995     | ?                  |
|             | الفريق المعني برصد الأرض                  | ?                  | ?                  |

## وصلات خارجية
- موقع وزارة الخارجية النيبالية